# Ozero Alabota (saltsjö i Kazakstan)
Ozero Alabota är en saltsjö i Kazakstan. Den ligger i den norra delen av landet, 300 km nordväst om huvudstaden Astana.